# Напівправильний многогранник
|  |  |  |  |  |  |
|  |  |  |  |  |  |
|  |  |  |  |  |  |

Напівправильні многогранники — низка опуклих многогранників, які не є правильними, але мають деякі їхні ознаки, серед яких однаковість усіх граней, всі грані є правильними многокутниками, просторова симетрія. Визначення може диференціюватися включаючи різні види многогранників, та в першу чергу сюди відносять архімедові тіла.

## Архімедові тіла
Архімедові тіла — опуклі многогранники, із двома властивостями:
- Всі грані є правильними многокутниками двох чи більше типів (якщо всі грані є правильними многокутниками одного типу, це — правильний многогранник);
- Для будь-якої пари вершин існує симетрія многогранника (рух що переводить многогранник в себе) що переводить одну вершину в іншу. Зокрема,
  - Всі многогранні кути при вершинах конгруентні.

Історичні спогади приписують побудову перших напівправильних многогранників Архімеду, хоча доказових праць щодо обґрунтування ним принципів їх побудови не знайдено.

## Каталанові тіла
Тіла, двоїсті архімедовим, так звані каталанові тіла, мають конгруентні грані (переводяться одна в одну зсувом, обертанням або відбиттям), рівні двогранні кути та правильні многогранні кути. Каталанові тіла теж іноді називають напівправильними многогранниками. У цьому випадку напівправильними многогранниками вважають сукупність архімедових і каталанових тіл. Архімедові тіла є напівправильними многогранниками в тому сенсі, що їхні грані – правильні многокутники, але вони не однакові, а каталанові – в тому сенсі, що їхні грані однакові, але не є правильними многокутниками; при цьому для тих і тих зберігається умова одного з типів просторової симетрії: тетраедричного, октаедричного або ікосаедричного.
Тобто, напівправильними в цьому випадку називають тіла, в яких відсутня тільки одна з перших двох із таких властивостей правильних тіл:
- усі грані є правильними многокутниками ;
- усі грані однакові;
- тіло належить до одного з трьох типів просторової симетрії.

В архімедових тіл відсутня друга властивість, у каталанових - перша, третю властивість мають тіла обох видів.
Існує 13 архімедових тіл, два з яких (кирпатий куб і кирпатий додекаедр) не є дзеркально-симетричними і мають ліву та праву форми. Відповідно, існує 13 каталанових тіл.

## Список напівправильних многогранників
| Многогранник — архімедове тіло | Грані                                                                     | Вершини | Ребра | Конфігурація вершини | Двоїстий — каталанове тіло        | Група симетрії |
| ------------------------------ | ------------------------------------------------------------------------- | ------- | ----- | -------------------- | --------------------------------- | -------------- |
| Кубооктаедр                    | 8 трикутників 6 квадратів                                                 | 12      | 24    | 3,4,3,4              | Ромбододекаедр                    | Oh             |
| Ікосододекаедр                 | 20 трикутників 12 п'ятикутників                                           | 30      | 60    | 3,5,3,5              | Ромботриаконтаедр                 | Ih             |
| Зрізаний тетраедр              | 4 трикутники 4 шестикутники                                               | 12      | 18    | 3,6,6                | Триакістетраедр                   | Td             |
| Зрізаний октаедр               | 6 квадратів 8 шестикутників                                               | 24      | 36    | 4,6,6                | Тетракісгексаедр (заломлёний куб) | Oh             |
| Зрізаний ікосаедр              | 12 п'ятикуттників 20 шестикутників                                        | 60      | 90    | 5,6,6                | Пентакісдодекаедр                 | Ih             |
| Зрізаний куб                   | 8 трикутників 6 восьмикутників                                            | 24      | 36    | 3,8,8                | Триакісоктаедр                    | Oh             |
| Зрізаний додекаедр             | 20 трикутників 12 десятикутників                                          | 60      | 90    | 3,10,10              | Триакісікосаедр                   | Ih             |
| Ромбокубооктаедр               | 8 трикутників 18 квадратів (6 — у кубічному положенні, 12 — у ромбічному) | 24      | 48    | 3,4,4,4              | Дельтоїдальний ікосітетраедр      | Oh             |
| Ромбоікосододекаедр            | 20 трикутників 30 квадратів 12 п'ятикутників                              | 60      | 120   | 3,4,5,4              | Дельтоїдальний гексеконтаедр      | Ih             |
| Ромбозрізаний кубооктаедр      | 12 квадратів 8 шестикутників 6 восьмикутників                             | 48      | 72    | 4,6,8                | Гекзакісоктаедр                   | Oh             |
| Ромбозрізаний ікосододекаедр   | 30 квадратів 20 шестикутників 12 десятикутників                           | 120     | 180   | 4,6,10               | Гекзакісікосаэдр                  | Ih             |
| Кирпатий куб                   | 32 трикутники 6 квадратів                                                 | 24      | 60    | 3,3,3,3,4            | Пентагональний ікосітетраедр      | O              |
| Кирпатий додекаедр             | 80 трикутників 12 п'ятикутників                                           | 60      | 150   | 3,3,3,3,5            | Пентагональний гексеконтаедр      | I              |

## Інші
Крім архімедових і каталанових тіл, існують нескінченні послідовності многогранників, що належать до напівправильних: ті правильні призми та правильні антипризми, у яких усі ребра рівні.

## Використання
Каталанові тіла - разом із платоновими тілами, рівногранними біпірамідами і трапецоедрами - використовують як гральні кісточки в деяких настільних іграх (див. світлини). Архімедові тіла, в яких грані не рівноправні і тому мають різні шанси випадання, для цього мало придатні.